# Сімоне Франчозі
Сімоне Франчозі (італ. Simone Franciosi, нар. 3 вересня 2001) — санмаринський футболіст, захисник італійської «П'єтракути» та національної збірної Сан-Марино.

## Клубна кар'єра
Народився 3 вересня 2001 року. Вихованець юнацьких команд «Сан-Марино Академі».
У дорослому футболі дебютував 2019 року виступами за команду «Торконка», в якій провів два сезони. 2021 року грав у першості Сан-Марино за «Ювенес-Догана», після чого продовжив грати у нижчолігових італійських командах — «Торконці», «Вальфольї», а з 2023 — у «П'єтракуті».

## Виступи за збірні
2017 року дебютував у складі юнацької збірної Сан-Марино (U-17), загалом на юнацькому рівні взяв участь у 9 іграх.
Протягом 2019–2022 років залучався до складу молодіжної збірної Сан-Марино. На молодіжному рівні зіграв у 16 офіційних матчах.
2022 року дебютував в офіційних матчах у складі національної збірної Сан-Марино. У листопаді 2023 року став автором свого першого гола у формі збірної, забивши м'яч у ворота збірної Казахстану.
| Дата       | Місто      | Господарі         | Результат | Гості      | Турнір                               | Голи | Примітки |
| ---------- | ---------- | ----------------- | --------- | ---------- | ------------------------------------ | ---- | -------- |
| 26-9-2022  | Серравалле | Сан-Марино        | 0 – 4     | Естонія    | Ліга націй УЄФА 2022-2023 - 1-й етап | -    |          |
| 20-11-2022 | Грос-Іслет | Сент-Люсія        | 1 – 0     | Сан-Марино | товариський матч                     | -    | 35' 84'  |
| 26-3-2023  | Любляна    | Словенія          | 2 – 0     | Сан-Марино | Відбір до ЧЄ 2024                    | -    | 73' 78'  |
| 19-6-2023  | Гельсінкі  | Фінляндія         | 6 – 0     | Сан-Марино | Відбір до ЧЄ 2024                    | -    | 89'      |
| 7-9-2023   | Копенгаген | Данія             | 4 – 0     | Сан-Марино | Відбір до ЧЄ 2024                    | -    |          |
| 10-9-2023  | Серравалле | Сан-Марино        | 0 – 4     | Словенія   | Відбір до ЧЄ 2024                    | -    |          |
| 14-10-2023 | Белфаст    | Північна Ірландія | 3 – 0     | Сан-Марино | Відбір до ЧЄ 2024                    | -    | 46'      |
| 17-10-2023 | Серравалле | Сан-Марино        | 1 – 2     | Данія      | Відбір до ЧЄ 2024                    | -    | 88'      |
| 17-11-2023 | Астана     | Казахстан         | 3 – 1     | Сан-Марино | Відбір до ЧЄ 2024                    | 1    | 46'      |
| 20-11-2023 | Серравалле | Сан-Марино        | 1 – 2     | Фінляндія  | Відбір до ЧЄ 2024                    | -    |          |
| Усього     |            | Матчів            | 10        |            | Голів                                | 1    |          |